# Louis Rowe
Louis Rowe (26 december 1972) is een Amerikaans basketbalcoach en voormalig basketballer.

## Carrière
Rowe speelde collegebasketbal voor twee kleinere universiteiten voordat hij deelnam aan de 1995 draft waar hij niet gekozen werd. Hij ging spelen voor het Zweedse New Wave Sharks waarmee hij meteen kampioen werd. Hij ging daarna spelen voor het Duitse SSV Ulm voordat hij begon aan zijn avontuur langs verschillende Belgische ploegen. Met RB Antwerpen werd hij kampioen in België en won de beker. Met Spirou Charleroi won hij een tweede keer de beker. Daarna speelde hij nog voor de Franse ploeg Chorale Roanne en het Griekse Ionikos NF.
Na zijn spelersloopbaan in Europa keerde hij terug naar Amerika waar hij begon aan een coaching carrière bij verschillende collegeteams. In het seizoen 2005/06 was hij assistent-coach bij Osceola High School en het seizoen erop hoofdcoach van Dixie Hollis High School waar hij ook wiskunde gaf. Hij startte in 2007 als assistent en een jaar later als graduate assistant bij de James Madison Dukes waar hij zelf nog voor speelde. In 2010 werd hij opnieuw assistent-coach bij de Dukes. Van 2012 tot 2013 was hij assistent-coach bij de Rider Broncs. In 2013 maakte hij de overstap naar de FIU Panthers waar hij twee seizoenen assistent-coach was.
Na een seizoen als assistent bij de Bowling Green Falcons, werd hij hoofdcoach van de James Madison Dukes voor vier seizoenen. Van 2021 tot 2023 was hij assistent-coach bij de South Florida Bulls en vanaf 2023 voor de Oregon Ducks.

## Erelijst
- Svenska Basketligan: 1996
- Belgisch landskampioen: 2000
- Belgisch bekerwinnaar: 2000, 2002
- Speler van het jaar (België): 2000